# Transalutanus

Transalutanus - linia roşie punctată

Limes Transalutanus era o frontieră a Imperiului Roman fortificată, construită la marginea vestică a vastelor păduri ale Teleormanului. Frontiera era compusă dintr-un drum ce urma linia hotarului, un val de pământ înalt de circa 3 m, cu o lățime de 10-12 m, întărit pe porțiuni cu palisade sau ziduri de piatră, precum și un șanț de apărare. Din loc în loc existau în apropiere și garnizoane militare. Limesul Transalutanus se întindea pe o lungime de 235 km, fiind amplasat la o distanță variabilă între 5-30 km est de râul Olt. Construcția acestuia a început în 107 d.Hr., sub comanda lui Marcius Turbo, și a fost dezvoltată de Iulius Severus (120–126). Limesul a fost fortificat și adus la dimensiunile finale de împăratul Septimius Severus (193–211 d.Hr.).
Între 244–247, sub domnia lui Filip Arabul, în urma unor puternice atacuri ale carpilor și geților (sau goților, confuzie creată de istoriografii antici) trupele romane cedează limesul pentru un timp. Romanii revin de-a lungul limesului, dar cedează drumul către Rucăr–Bran care pleca din dreptul comunei de azi Băiculești, care nu făcea parte din provincia romană, dar care prezenta interes pentru romani și pentru carpi. 
Mai târziu a mai fost trasat și un alt limes care traversa Oltenia, cunoscut popular sub numele „Brazda lui Novac”.
În prezent constituie suportul terasamentelor căii ferate Curtea de Argeș-Pitești-Roșiori de Vede-Turnu Măgurele. Anumite secțiuni au fost clasate ca monumente istorice:
- cod LMI AG-I-s-A-13357 Sectorul nordic al Limesului Transalutan din Câmpulung
- cod LMI AG-I-m-A-13371.02 Sectorul Limesului Transalutan din Purcăreni
- cod LMI AG-I-m-A-13376.05 Sectorul Limesului Transalutan din Săpata de Jos, Argeș
- cod LMI AG-I-m-A-13385.04 Sectorul Limesului Transalutan din Urlueni, Argeș

## Castre
Frontiera cuprindea următoarele castre, ordonate de la nord spre sud:
- Cumidava
- (Drumul Carului)
- (Rucăr)
- (Voinești)
- Jidava
- (Purcăreni)
- (Albota)
- (Săpata de Jos)
- (Fâlfani)
- (Izbășești)
- (Urlueni)
- (Crâmpoia)
- (Gresia)
- (Roșiorii de Vede)
- (Salcia)
- (Băneasa)
- (Putineiu)
- (Ciuperceni)